# Oleksandr Matwjejew

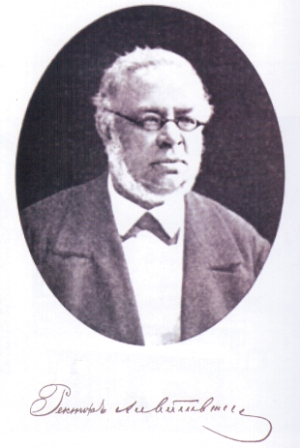
Oleksandr Matwjejew 1869

Oleksandr Pawlowytsch Matwjejew (* 20. Apriljul. / 2. Mai 1816greg. im Gouvernement Orjol, Russisches Kaiserreich; † 23. Maijul. / 4. Juni 1882greg. in Kiew) war ein ukrainischer Medizinprofessor, Geburtshelfer und Rektor der St.-Wladimir-Universität Kiew.

## Leben
Oleksandr Matwjejew kam im russischen Gouvernement Orjol als Kind einer adeligen Familie zur Welt.
Bis 1841 studierte er Medizin an der Medizinischen Fakultät der Universität Moskau. 1844 wurde er zum Assistent-Professor für Geburtshilfe, Frauen- und Kinderkrankheiten an der St.-Wladimir-Universität Kiew ernannt. Im März 1847 erhielt er den Titel eines Doktors der Medizin und 1848 wurde er ordentlicher Medizinprofessor in der Abteilung für Geburtshilfe, Frauen- und Kinderkrankheiten der St. Wladimir-Universität. Zwischen 1862 und 1865 war er Dekan der Fakultät für Medizin und im Jahr 1862 auch erstmals Vizerektor der Universität, was er erneut in den Jahren zwischen 1872 und 1875 war. Am 27. September 1865 wurde Matwjejew, in Nachfolge von Kallynyk Mitjukow das erste Mal Rektor der Universität und blieb dies bis Mai 1871 um von Nikolai Bunge abgelöst zu werden. 1869 erhielt Matwjejew den Titel eines Verdienten ordentlichen Professors für Medizin und von Mai 1875 bis September 1878 war er ein weiteres Mal Rektor der Universität. Sein Nachfolger wurde erneut Nikolai Bunge.

## Werke
- Ein Führer in die Kunst der Hebamme (Kiew, 1853; 3. Auflage, Kiew, 1870)
- Der Kurs der Geburtshilfe (Teil 3, Kiew, 1861 – eines der ersten russischen Werke in der Geburtshilfe)[3]